# فريدريك والاس سميث (رجل أعمال)
فريدريك والاس سميث  (بالإنجليزية: Frederick W. Smith) هو ضابط وشخصية أعمال وكبير الإداريين التنفيذيين ورائد أعمال أمريكي، ولد في 11 أغسطس 1944 في ماركس في الولايات المتحدة.

## وصلات خارجية
- فريدريك سميث على موقع الموسوعة البريطانية (الإنجليزية)
- فريدريك سميث على موقع مونزينجر (الألمانية)
- فريدريك سميث على موقع إن إن دي بي (الإنجليزية)